# Les Abeilles
Les Abeilles är ett höghus som ligger på 7 Boulevard d'Italie i distriktet La Rousse/Saint-Roman i Monaco. Den är den 17:e högsta byggnaden inom furstendömet med 66 meter och 21 våningar.